# Rei Perpétuo da Noruega

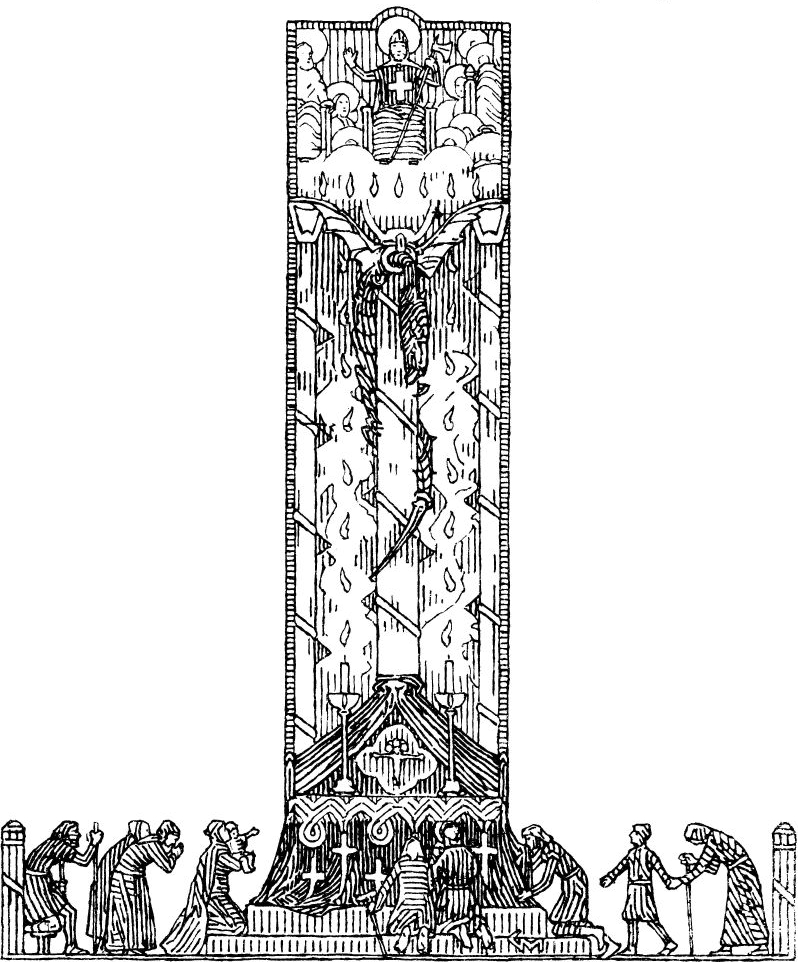
Ilustração à Saga de Olavo, o Santo (1899)

Rei Perpétuo da Noruega (em latim: Rex Perpetuus Norvegiae) é um título utilizado para se referir ao rei Olavo II da Noruega, também conhecido como Santo Olavo (Olav den hellige).

## Pano de fundo
Em fontes escritas, a expressão aparece na segunda metade do século XII na História da Noruega. O sobrinho de Olavo, Magno III, teria sido o primeiro rei conhecido a usar o leão norueguês em seu padrão, embora Snorri Sturluson seja a única fonte para isso. A primeira instância do leão carregando um machado é encontrada em um selo de Érico II (1285). O machado representa Olavo II como "mártir e santo".

## Galeria

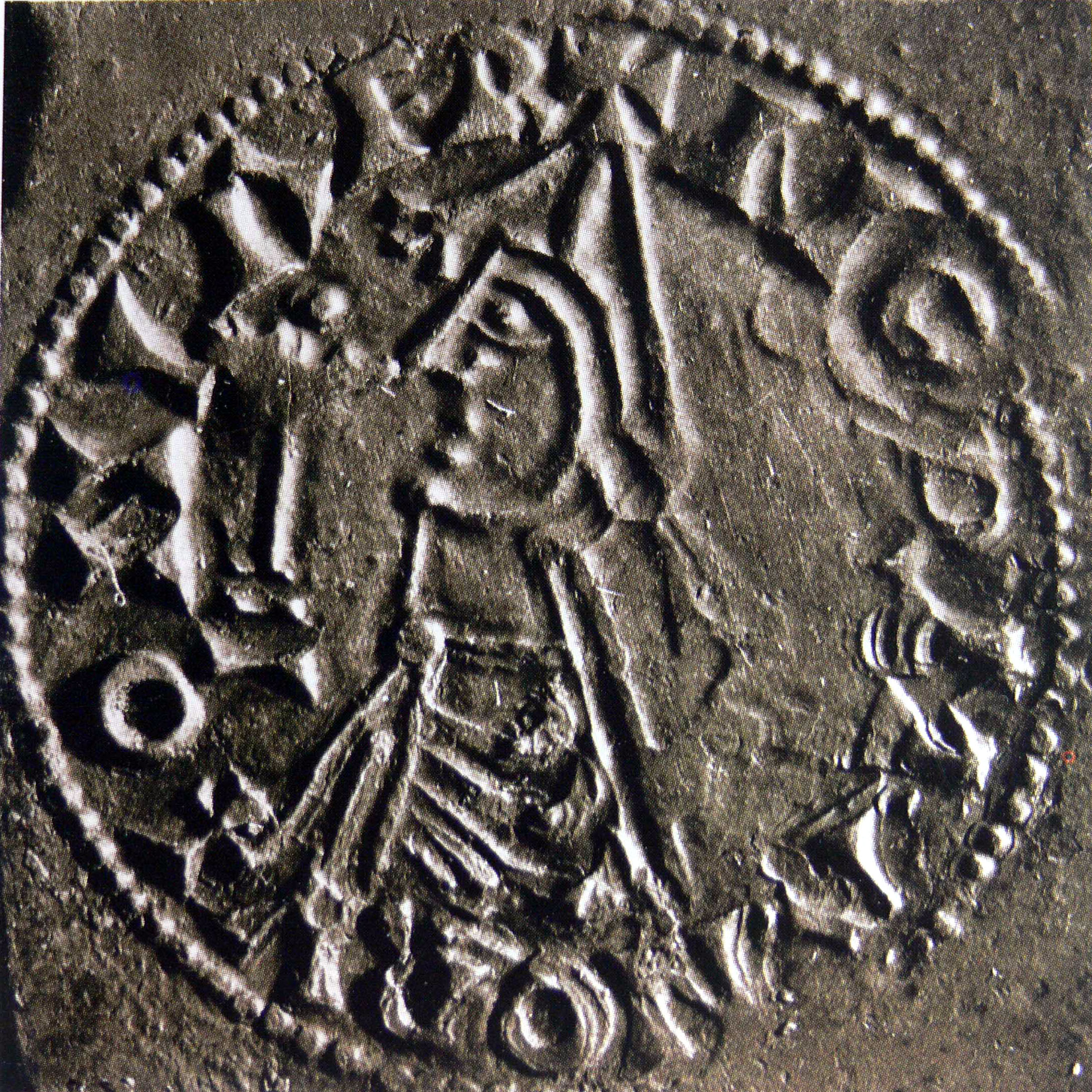
Moeda de prata de Olavo II (ca. 1023–28)
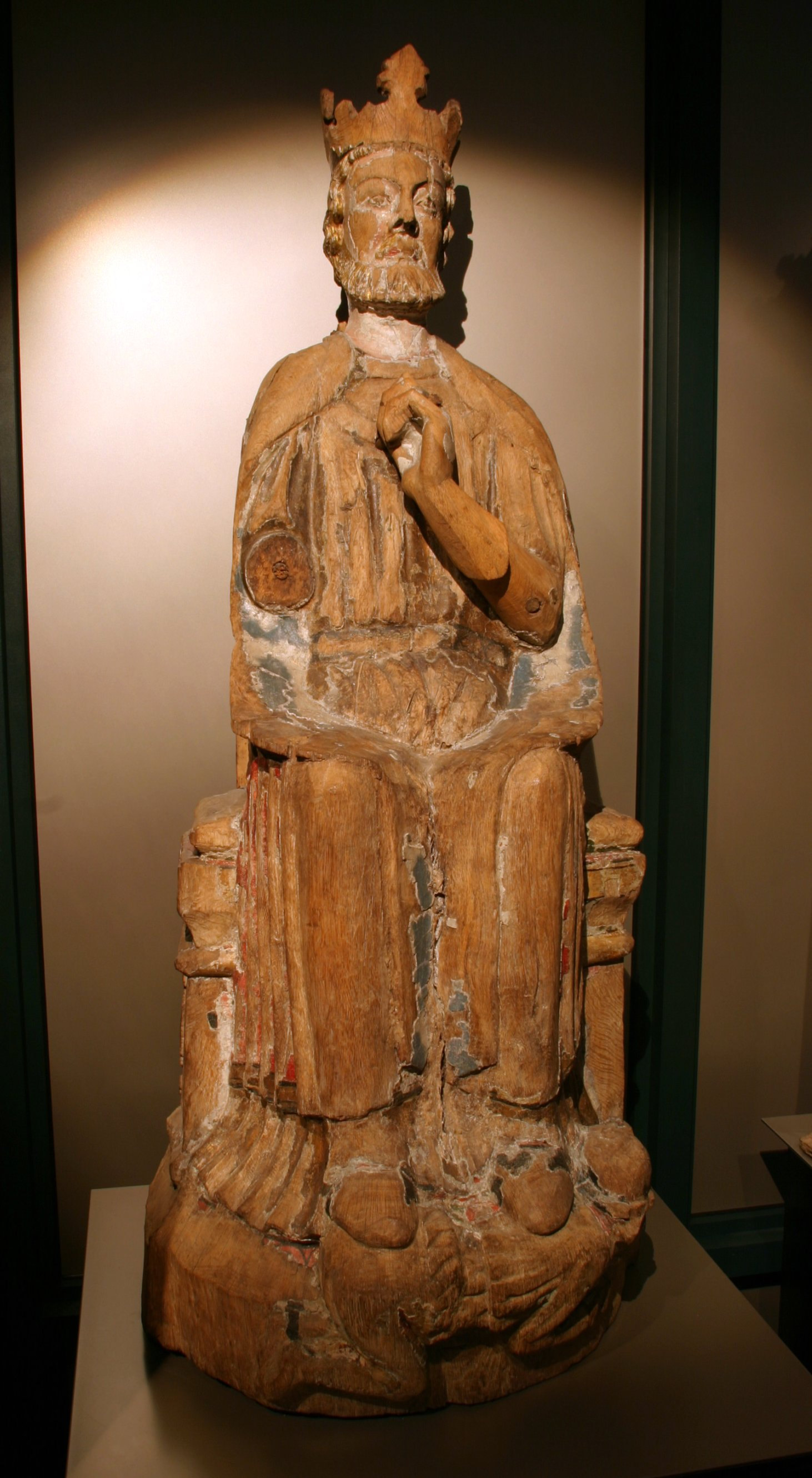
Estátua de Olavo II no Museu da Universidade de Berga (ca. 1400)
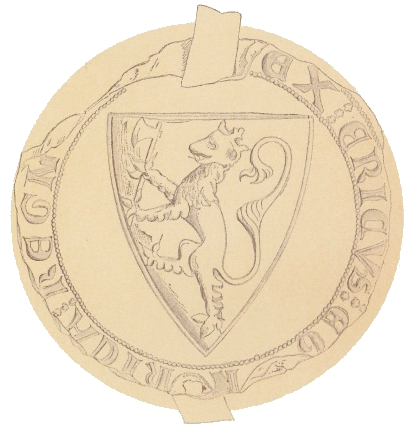
Selo de Érico II (1285)